# Obeidia tigridata
Obeidia tigridata là một loài bướm đêm trong họ Geometridae.